# West Michigan League
La West Michigan League fu una lega minore del baseball statunitense, operativa sul territorio all'inizio del XX secolo.
Vi giocarono soprattutto formazioni provenienti dallo stato del Michigan. 

La lega fallì però già alla fine degli anni 1910.